# Pararge epaminondas
Pararge epaminondas är en fjärilsart som beskrevs av Otto Staudinger 1887. Pararge epaminondas ingår i släktet Pararge och familjen praktfjärilar. Inga underarter finns listade i Catalogue of Life.